# ستيفن كوليتي
ستيفن كوليتي (بالإنجليزية: Stephen Colletti)‏ مواليد 7 فبراير 1986 في نيوبورت بيتش، الولايات المتحدة، هو ممثل أمريكي بدأ مسيرته الفنية سنة 2004.

## الأعمال

### مسلسلات
- تل الشجرة الواحدة
- ذا هيلز

## روابط خارجية
- ستيفن كوليتي على موقع IMDb (الإنجليزية)
- ستيفن كوليتي على موقع ألو سيني (الفرنسية)
- ستيفن كوليتي على موقع أول موفي (الإنجليزية)
- ستيفن كوليتي على موقع إن إن دي بي (الإنجليزية)
- ستيفن كوليتي على موقع قاعدة بيانات الفيلم (الإنجليزية)
- ستيفن كوليتي على موقع كينوبويسك (الروسية)